# David Haney
David Alan Haney (* 7. Mai 1955 in Fresno (Kalifornien)) ist ein amerikanischer Komponist und Jazzpianist.

## Leben und Wirken
Haney wuchs im kanadischen Calgary auf. Er studierte 1977 an der University of New Orleans und setzte dann seine Studien am Clarke College in Vancouver fort. Ab 1980 erhielt er Privatunterricht durch den Komponisten Tomas Svoboda. In dieser Zeit betätigte er sich als Komponist zeitgenössischer Musik. Seine Werke wurden in Portland (Oregon) und am Linfield College, McMinnville (Oregon) aufgeführt. Er verfasste mehr als hundert Kompositionen geistlicher Musik.
Ab 1997 wandte er sich dem Jazz zu. Bekannt wurde er durch seine Zusammenarbeit zunächst mit Julian Priester, John Tchicai und Hank Jones, dann auch mit Buell Neidlinger, Han Bennink, Mat Marucci und Wilbert de Joode, mit denen er in verschiedenen Formationen unter eigenem Namen in den 2000er Jahren einige Alben für die Label Cadence und CIMP einspielte. Im Wiener Porgy & Bess gab er ein Solokonzert. Mit Julian Priester war er 2004 auf einer Konzertreise in Belgien, Deutschland und Frankreich. Mit seinem eigenen Trio spielte er auf dem Jazzfestival von Valparaíso; mit dem Trio, zu dem dann die beiden Bassisten Michael Bisio und Adam Lane gehörten, entstanden 2006 bei Sessions für CIMP die Alben Blues Royale und  Blue Flint Girl. 2008 nahm er Duette mit dem Schlagzeuger Andrew Cyrille auf (bei einigen Stücken mit Dominic Duval zum Trio erweitert). Haney lebt und arbeitet in Portland.

## Diskographische Hinweise
- The David Haney Collective – Live from Yoshi’s (Cadence, 2000) mit John Tchicai
- For Sale: Five Million Cash (Cadence, 2001) Duo mit Julian Priester
- The Music (CIMP, 2005) mit Julian Priester, Adam Lane
- Blue Flint Girl (CIMP, 2009) Trio
- Clandestine / Conspiracy a Go Go (CIMP, 2008) mit Andrew Cyrille, Dominic Duval
- Primitive Arkestra: Dolphy’s Hat (Slam, 2014)
- Q Sessions (2017), mit David Bajda, Jorge Hernaez
- Daniel Carter/Hillard Greene/David Haney: Live Constructions (2018)
- Cheryl Pyle, Michael Eaton, David Haney: Trios from Our Spaces (2021)
- David Haney European Trio: Antwerp, Belgium (2022), mit Nicolas Rombauts, Steve Cassiers
- Live at Drumheller Civic Centre (2023), mit Alex Hutchison, Stephen Krizan